# Willie Dixon
William James Dixon (Vicksburg, 1º luglio 1915 – Burbank, 29 gennaio 1992) è stato un contrabbassista blues statunitense, nonché cantautore, arrangiatore e produttore discografico della leggendaria Chess Records di Chicago. È considerato una delle figure chiave nella nascita del Chicago Blues.
Noto come uno dei cantautori più prolifici della sua epoca, nel corso della sua lunga carriera ha composto tanto per se stesso quanto per altri celebri artisti brani fondamentali come Hoochie Coochie Man, I Just Want to Make Love to You, Little Red Rooster, Back Door Man, Wang Dang Doodle, You Shook Me e I Can't Quit You Baby, 29 Ways, divenuti in brevissimo tempo dei classici.
Ai blues di Willie Dixon è dovuta gran parte della fama di artisti come Muddy Waters, Howlin' Wolf, Otis Rush, Chuck Berry, Bo Diddley, Little Walter, Sonny Boy Williamson II, Koko Taylor, Memphis Slim e Jimmy Rogers.
Quasi a incarnare una linea di assoluta continuità tra il blues rurale del delta del Mississippi, quello di Chicago e il rock and roll, Dixon ha prestato il proprio contrabbasso alla registrazione dei grandi successi di Chuck Berry e Bo Diddley degli anni cinquanta. Negli anni sessanta e '70 i suoi blues, riproposti in chiave assai innovativa pur mantenendone intatto lo spirito originario, hanno costituito la materia fondamentale con cui si sono confrontati alcuni dei più grandi artisti del rock e dell'hard rock contemporaneo come Led Zeppelin, Jimi Hendrix, The Rolling Stones, The Doors, Bob Dylan, Cream, The Yardbirds, Queen, The Allman Brothers Band e Grateful Dead.
Nel 1994 è stato introdotto nella Rock and Roll Hall of Fame nella categoria Early influences, alla luce dell'enorme influenza che la sua opera ha esercitato sulla musica a venire.

## Biografia
Da giovane Dixon ebbe numerose grane con la legge, cosicché decise di sbarcare il lunario a Chicago. Data la sua enorme stazza, scelse di praticare il pugilato, ottenendo eccellenti risultati, tra cui spicca il titolo Golden Gloves nella categoria dei pesi massimi vinto nel 1936. Nel frattempo iniziò a suonare il contrabbasso, ma l'apprendimento venne momentaneamente sospeso allorquando fu imprigionato per 10 mesi per aver rifiutato di prendere parte alla Seconda guerra mondiale. Nel dopoguerra si ricongiunse con il suo maestro di contrabbasso, Baby Doo Caston, formando il Big Three Trio, i cui brani vennero incisi dalla Columbia Records. In seguito Dixon firmò un contratto come artista per la Chess Records, ma a partire dal 1951 divenne un impiegato a tempo pieno. La relazione con la casa discografica si rivelò piuttosto travagliata, sebbene vi sia rimasto a lungo, dal 1948 fino all'inizio degli anni sessanta; successivamente passò alla Bluesville Records.
La sua salute cominciò a peggiorare tra gli anni settanta e gli anni ottanta a causa di un persistente diabete, che lo costrinse all'amputazione di una gamba. È di questo periodo (1985) l'album Mighty Earthquake and Hurricane. Dixon morì di infarto nel 1992 e fu sepolto nel Burr Oak Cemetery ad Alsip, nell'Illinois. Nel 1994 venne inserito nella Rock and Roll Hall of Fame nella categoria Early influences, in quanto le sue canzoni, sebbene fossero principalmente impostate sul blues, fornirono ispirazione anche per il rock and roll.